# Cebalrai
Cebalrai (aus arabisch كلب الراعي, DMG Kalb ar-Rāʿī ‚Hirtenhund‘) oder Cheleb ist die Bezeichnung des Sterns Beta Ophiuchi (β Ophiuchi) im Sternbild Schlangenträger. Cebalrai hat eine scheinbare Helligkeit von +2,76 mag und gehört der Spektralklasse K2 an. Die Entfernung von Cebalrai beträgt etwa 84 Lichtjahre (Hipparcos Datenbank).